# 索蒂玛·约翰
索蒂玛·约翰（英語：Sotima John，2000年3月29日—）是柬埔寨模特兼选美皇后。她在2023年柬埔寨环球小姐比赛中获得桂冠，并将代表柬埔寨参加在萨尔瓦多举行的2023年环球小姐比赛。

## 选美活动

### 2017年柬埔寨小姐大赛
2017年8月17日，在金边金界酒店大宴会厅参加2017柬埔寨小姐大赛，获得第二名，输给最终冠军科洛姆·斯雷克亚 (Khloem Sreykea)。

### 2019年柬埔寨环球小姐
2019年3月31日，代表特本克蒙省参加2019年柬埔寨环球小姐，在金边金界-NABA剧院与其他24位候选人竞争，获得季军，输给最终冠军 索姆南·阿琳娜 (Somnang Alyna) 荣获 2019 年柬埔寨旅游小姐桂冠。

### 2019国际旅游小姐
2019年11月8日，代表柬埔寨参加2019年国际旅游小姐，在马来西亚雪蘭莪双威镇双威度假村酒店和水疗中心与其他39名候选人角逐。 她击败西里尔·帕尤莫 (Cyrille Payumo) 获得第四名，并荣获 2019 年国际年度梦幻女郎称号。

### 2023年柬埔寨环球小姐
2023年9月7日，代表磅湛参加2023年柬埔寨环球小姐，并在金边巴仁電視台 斯东棉吉工作室与其他35名候选人竞争。比赛结束后，她赢得了冠军，并由马尼塔·杭（Manita Hang）继任。

### 2023年环球小姐
2023年11月18日，她将代表柬埔寨参加在萨尔瓦多聖薩爾瓦多 举行的2023年环球小姐比赛。